# Саха, Себастьян
Дие́го Себастья́н Са́ха (исп. Diego Sebastián Saja; род. 5 июня 1979, Брандсен, Аргентина) — аргентинский футболист, игравший на позиции вратаря. Выступал за сборную Аргентины.

## Клубная карьера
Саха начал карьеру в клубе «Сан-Лоренсо де Альмагро». В 1999 году он был включён в заявку команды на сезона, а через год дебютировал в аргентинской Примере. В 2001 году Саха помог «Сан-Лоренсо» стать чемпионом Клаусуры и завоевать Кубок Меркосур. 27 апреля 2002 года в матче против «Тальерес» Себастьян забил свой первый гол за клуб, реализовав пенальти. В том же году он стал обладателем Южноамериканского кубка. В сезоне 2002/03 Саха забил пять мячей, реализовав пенальти.
В середине 2003 года Себастьян был отдан в аренду в итальянскую «Брешиа». 5 октября в матче против «Лечче» он дебютировал в Серии А. Вскоре он проиграл конкуренцию Луке Кастелацци и Федерико Альярди. В 2004 году Себастьян выступал на правах аренды за испанский «Райо Вальекано». В середине того же года он перешёл в мексиканскую «Америку». 15 августа в матче против «Дорадос де Синалоа» Саха дебютировал в Лиге MX. Следующий год Себастьян провёл на правах аренды в «Кордове».
В 2007 году Саха на правах аренды перешёл в бразильский «Гремио». 27 мая в матче против «Спорт Ресифи» он дебютировал в чемпионате Бразилии. 4 ноября в поединке против «Фигейренсе» Себастьян забил свой первый гол за клуб, реализовав пенальти. Саха помог команде выйти в финал Кубка Либертадорес и был признан лучшим голкипером турнира.
В 2008 году контракт с «Сан-Лоренсо» закончился и Саха в статусе свободного агента перешёл в греческий АЕК. 31 августа в матче против «Панатинаикоса» он дебютировал в греческой Суперлиге. В Афинах Себастьян провёл три сезона и помог АЕКу выиграть Кубок Греции.
В 2011 году Саха вернулся на родину, где подписал контракт с «Расингом» из Авельянеды. 8 августа в матче против «Тигре» он дебютировал за новую команду. 30 сентября в поединке против своего бывшего клуба «Сан-Лоренсо» Себастьян забил свой первый гол, реализовав пенальти.
16 августа 2016 года Саха перешёл в «Химнастик» из Таррагоны, подписав однолетний контракт. 21 августа в матче против «Луго» он дебютировал за новую команду. 21 декабря он покинул «Настик» по обоюдному согласию сторон.
24 января 2017 года Саха подписал контракт с «Сарагосой» до конца сезона. 19 февраля в матче против «Алькоркона» он дебютировал за новую команду.
9 июня 2017 года Себастьян Саха объявил о завершении карьеры.

## Международная карьера
13 февраля 2002 года в матче товарищеском матче против сборной Уэльса Саха дебютировал за сборную Аргентины.

## Тренерская карьера
В декабре 2017 года Саха был назначен на должность главного тренера парагвайского «Гуарани».
В 2019 году Саха работал в академии клуба MLS «Интер Майами». 13 января 2020 года он вошёл в тренерский штаб Диего Алонсо в качестве тренера вратарей.

## Достижения
Командные
 «Сан-Лоренсо де Альмагро»
- Чемпион Аргентины — Клаусура 2001
- Обладатель Кубка Меркосур — 2001
- Обладатель Южноамериканского кубка — 2002

 «Гремио»
- Лига Гаушу — 2007

 АЕК
- Обладатель Кубка Греции — 2010/2011

 «Расинг»
- Обладатель Кубка провинции Буэнос-Айрес — 2012
- Обладатель Кубка Мар-дель-Платы — 2014, 2015
- Обладатель Кубка Авельянеды — 2015, 2016